# Mölndal
Mölndal este un oraș în Suedia.